# الحرب الفرنسية المغربية
الحرب الفرنسية المغربية (بالفرنسية: Guerre franco-marocaine)‏ هي حرب نشبت بين فرنسا والمغرب عام 1844م . السبب الرئيسي للحرب كان تراجع قائد المقاومة الجزائرية الأمير عبد القادر إلى المغرب إثر الانتصارات الفرنسية على العديد من القبائل المؤيدة له أثناء الغزو الفرنسي للجزائر.

## تمهيد
بدأ الأمير عبد القادر في استخدام شمال شرق المغرب كملجأ وقاعدة تجنيد منذ 1840م، وقد رفعت التحركات العسكرية الفرنسية ضده من التوتر على الحدود في ذلك الوقت. وتقدمت فرنسا بمطالب دبلوماسية متكررة إلى السلطان عبد الرحمن ليوقف الدعم المغربي لعبد القادر، ولكن الانقسامات السياسية داخل السلطنة حالت دون ذلك.

## الحملة العسكرية

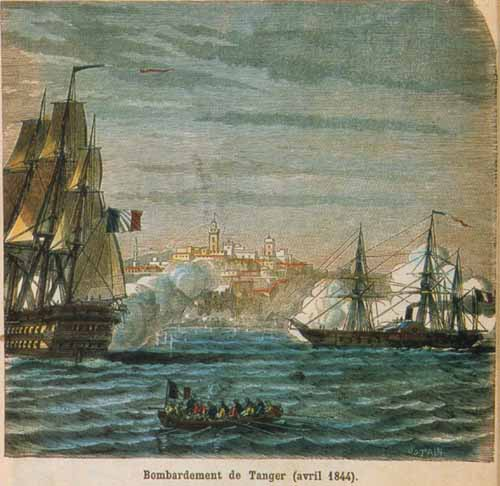
قصف طنجة، نقشها ن.إ. سوتين.

بدأت الحرب في 6 أغسطس 1844م، حين قام أسطول فرنسي بقيادة لأمير دى جوانڤيل ببقصف مدينة طنجة من البحر. النزاع وصل لأوجه في 14 أغسطس 1844 في معركة إسلي، التي نشبت بالقرب من وجدة. وقد لقت قوة فرنسية جديدة بقيادة ابن السلطان سيدي محمد هزيمة على يد قوة ملكية فرنسية أصغ
ر منها بقيادة المارشال بوجو.

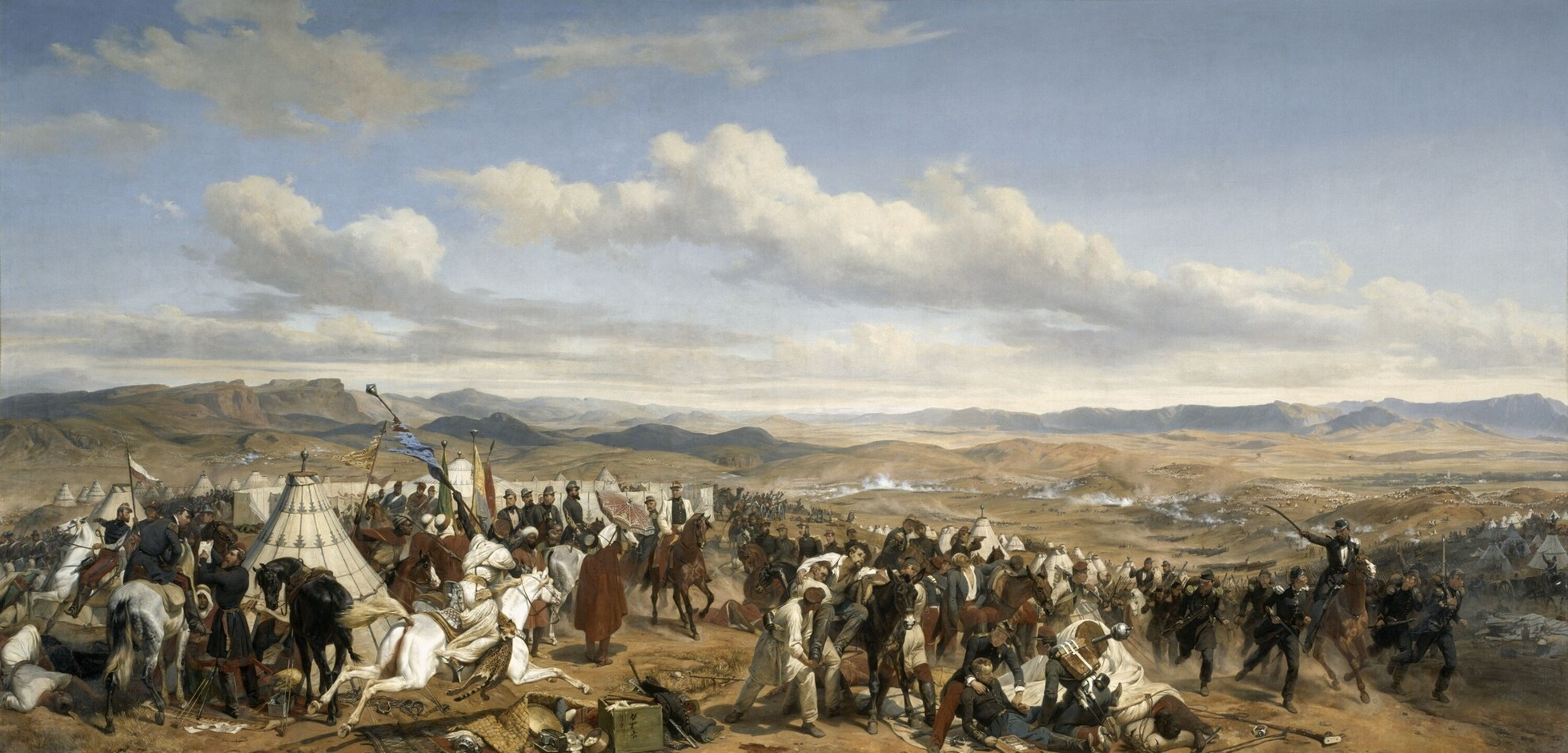
معركة إسلي، رسم زيتي من اوراس ڤرنيه.

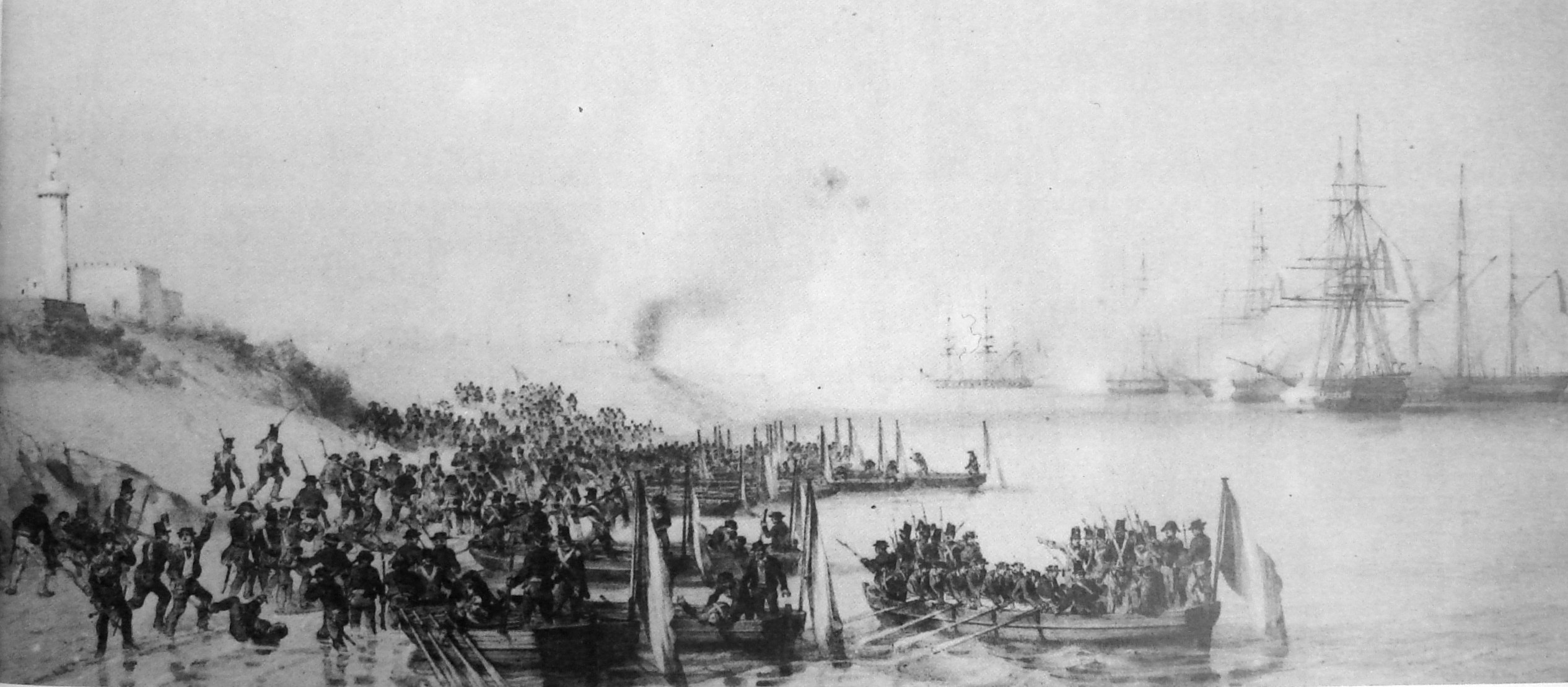
قصف الصويرة: القوات الفرنسية تهبط جزيرة الصويرة، في خليج الصويرة في 1844.

الصويرة، الميناء المغربي الرئيسي للتجارة الأطلسية، وتم الهجوم عليه في قصف الصويرة وبعد فترة وجيزة بواسطة جوانڤيل في 16 أغسطس 1844.

## معاهدة طنجة
انتهت الحرب رسمياً في 10 سبتمبر ، بتوقيع معاهدة طنجة، والتي وافقت المغرب فيها على اعتقال وتجريم الأمير عبد القادر ، وتخفيض حجم حاميتها في وجدة، وتأسيس لجنة لترسيم الحدود. (الحدود، والتي تعتبر في جوهرها الحدود المعاصرة بين المغرب والجزائر، تم الاتفاق عليها في معاهدة للا مغنية.)
اتفاق السلطان عبد الرحمن على هذه البنود، والذي وصل إلى الاستسلام للمطالب الفرنسية، رمى بالمغرب إلى حالة من الفوضى، في ظل خطر دعم العوالي والمناطق القبلية الأخرى لعبد القادر الجزائري، ومطالبة البعض بخلع عبد الرحمن وتنصيب عبد القادر. في النهاية استعاد السلطان وأبناؤه السيطرة على السلطنة، وكانوا قادرين على تهميش دعوات عبد القادر للجهاد عن طريق الإشارة إلى أنه بدون دعمهم، بحلول 1847م دخلت قوات السلطان في حرب ضد عبد القادر، الذي استسلم للقوات الفرنسية في ديسمبر 1847 م.

## وصلات خارجية
- Chronology: The July Monarchy 1830 - 1848
- Armed Conflict Events Database: Franco-Moroccan War 124 B.C. - 1912 A.D.